# Sekvence nukleové kyseliny

Rozdíl mezi nukleovými kyselinami RNA a DNA

Sekvence nukleové kyseliny je posloupnost nukleových bází, které jsou součástí nukleotidů a ty jsou zase základní stavební jednotkou deoxyribonukleové kyseliny (DNA) a ribonukleové kyseliny (RNA).
Ve vláknu DNA se vyskytují pouze čtyři nukleové báze – adenin, cytosin, guanin a thymin, které jsou označovány písmeny A, C, G a T. Ve vláknu RNA se vyskytují také pouze čtyři nukleové báze – adenin, cytosin, guanin a uracil, které jsou označovány písmeny A, C, G a U. Tyto nukleové báze vytvářejí nejrůznější sekvence, které se vypisují například AAAGTCTGAC. Sekvence buďto mají anebo nemají smysl a jsou tedy kódující nebo nekódující DNA, resp. nekódující RNA.
Sekvence nukleových kyselin je životně důležitá pro vznik bílkovin z aminokyselin, protože ten je řízen právě posloupností nukleových bází obsažených v nukleotidech. Každá z životně důležitých aminokyselin má v DNA přesně definovanou sekvenci tří nukleotidů, která se nazývá kodón nebo triplet. 
V sekvencích, které mají smysl, je zakódována genetická informace. DNA genetickou informaci uchovává, RNA danou informaci „dává do pohybu“. RNA vytváří jednotlivé řetězce, které jsou komplementární s templátovou DNA. Genetická informace prostřednictvím RNA realizuje vznik bílkovin z aminokyselin v procesu zvaném proteosyntéza.
Sekvence lze získat přímo z biologického materiálu procesem zvaným sekvenování DNA nebo sekvenování RNA. Sekvence je pak možné uložit jako textový soubor FASTQ a podrobit další analýze.

## Nukleové kyseliny RNA a DNA

Část molekuly RNA, která je tvořena jedním řetězcem.

Nukleové kyseliny patří mezi biopolymery, jsou to sloučeniny vzniklé syntézou jednotlivých nukleotidů za vzniku makromolekulárních polynukleotidů. Jednotlivé nukleotidy mají schopnost vytvářet řetězce, jejichž páteř tvoří zbytek kyseliny fosforečné a sacharid. Na tu jsou pak navázány nukleové báze. Nukleových kyselin je podle různých pořadí a kombinací nukleových bází prakticky nekonečné množství. Dvě základní skupiny nukleových kyselin jsou kyseliny ribonukleové a kyseliny deoxyribonukleové.

### Kyselina ribonukleová
Kyselina ribonukleové obsahuje kromě zbytku kyseliny fosforečné sacharid ribózu a čtyři nukleové báze: adenin (A), guanin (G), cytosin (C) a uracil (U). Molekula je tvořena jedním řetězcem ve tvaru šroubovice. RNA je mnohem méně stabilní, než je DNA.

Část molekuly DNA, která je tvořena dvěma řetězci.

### Kyselina deoxyribonukleová
Kyselina deoxyribonukleové obsahuje kromě zbytku kyseliny fosforečné sacharid deoxyribózu a čtyři báze: adenin (A), guanin (G), cytosin (C) a thymin (T). V DNA se tedy místo uracilu vyskytuje thymin.
Molekula je tvořena dvěma řetězci, které vytvářejí dvojitou šroubovici, v níž jsou protilehlé báze navzájem propojeny vodíkovými můstky mezi atomy dusíku a kyslíku. Tvar lze přirovnat ke stočenému provazovému žebříku, kde řetězce deoxyribózy a zbytku kyseliny fosforečné představují postranní lana a vodíkové můstky jednotlivé příčky. DNA je mnohem stabilnější než RNA, neboť musí v buňkách vydržet po celý život.

### Vztah RNA a DNA
DNA genetickou informaci uchovává, RNA danou informaci „dává do pohybu“. RNA vytváří jednotlivé řetězce, které jsou komplementární s templátovou DNA. Genetická informace se prostřednictvím RNA realizuje v bílkovinu v procesu zvaném proteosyntéza.

## Vznik bílkovin pomocí kodonu

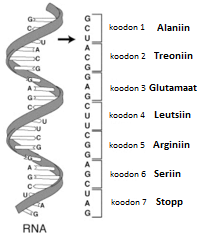
Část molekuly RNA s vyznačenými kodony a jim příslušnými aminokyselinami.

Bílkoviny patří mezi biopolymery. Jedná se o vysokomolekulární přírodní látky složené z aminokyselin spojených peptidovou vazbou mezi karboxylem jedné aminokyseliny a aminoskupinou následující aminokyseliny.
Až na nepatrné výjimky jsou všechny bílkoviny ve všech živých organismech sestaveny z pouhých 22 druhů aminokyselin. Sekvence těchto aminokyselin je kódována v deoxyribonukleové kyselině - DNA. Každá aminokyselina je v ní kódována třemi nukleotidy, které se nazývají kodony (triplety). Většina aminokyselin je určena několika kodony. Na pořadí těchto kodonů v DNA (a přeneseně také v RNA) pak závisí pořadí aminokyselin v bílkovině. Toto pořadí pak určuje primární strukturu bílkoviny.
| Aminokyselina | Kodon              |
| ------------- | ------------------ |
| Alanin        | GCU, GCC, GCA, GCG |
| Glutamin      | GAA, GAG           |
| Glycin        | GGU, GGC, GGA, GGG |

## Gen a alely
Gen je základní jednotka dědičnosti a je tvořen sekvencí stovek až milionů nukleotidů v deoxyribonukleové kyselině DNA. Například lidský genom má přes 3 miliardy nukleotidů, ale jen 20 000–25 000 genů. Některé geny jsou instrukcí uvnitř buňky, jak tvořit molekuly bílkoviny z bílkovin, jak bylo popsáno výše. Velká většina genů ale bílkoviny nekóduje. Nekódující DNA představuje 99 % celkové DNA.
Alely jsou formy stejného genu s mírně odlišnou sekvencí nukleotidů. Například gen je zodpovědný za zrak (oči), zatímco alela je zodpovědná za projev zraku (zda budou oči modré nebo hnědé).
Každý člověk má dvě kopie stejného genu. Jedna se dědí po matce a druhá po otci. Mnoho genů je pro všechny lidi stejných. Jen asi 1 % (200 genů) je různě odlišných. Rozdíly u těchto genů způsobují, že každý jedinec je unikátní osobností.

## Genetický kód

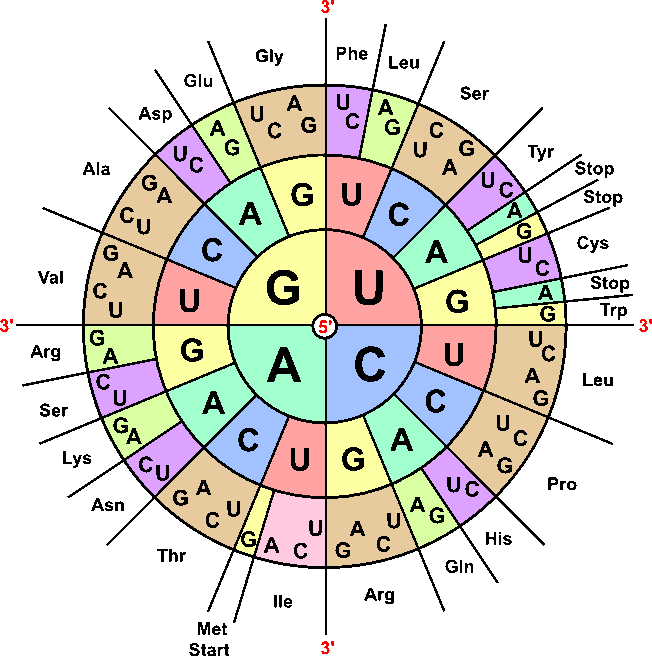
Kruhové znázornění genetického kódu aminokyselin.

Genetický kód je soubor pravidel používaných živými buňkami k překladu informací kódovaných v sekvencích nukleových kyselin DNA a RNA pro vznik bílkovin z aminokyselin. Jeho základem je kodon a gen.
Genetický kód je velmi podobný pro všechny organismy. Dal by se přirovnat ke zdrojovému kódu v PC, právním řádu nebo morseově abecedě.